# CMYK цветови модел
CMYK (произнася се най-често като „цмик“) е цветови модел (абстрактен модел за количествено определяне на цветовете), използван в модерния цветен печат, включително ситопечат, офсетов печат и печат с принтер от персонален компютър. Съкращението е образувано от букви на английските думи Cyan (циан – основно синьо), Magenta (маджента – пурпурночервен цвят, клонящо към червено), Yellow (жълто), Key или blacK (за черно).
Числената стойност на всеки цветови елемент от CMYK системата е между 0% и 100%, където при 0% определеният цветови елемент не се възпроизвежда, а при 100% се възпроизвежда изцяло. Процентната стойност показва наситеността на дадения цветови елемент.

## Примери
Например, за да се изобрази бяло, CMYK цветовата система ще изглежда така: C=0%, M=0%, Y=0%, K=0%; за червен цвят – C=0%, M=100%, Y=100%, K=0%; за зелен цвят – C=100%, M=0%, Y=100%, K=0%; за жълт цвят – C=0%, M=0%, Y=100%, K=0%.
За печат на черен цвят не се препоръчва използването на C=100%, M=100%, Y=100%, K=100%, понеже това би довело до нанасянето на всички цветове едновременно и хартията, върху която се печата, би се деформирала. Препоръчва се сумата от процентите да не надвишава 300%. За постигане на плътен черен цвят може да се използва C=60%, M=60%, Y=60%, K=100%.